# شعارات الدول الأوروبية
هذه قائمة بالشعارات الوطنية أو الرموز التي تسخدمها بلدان وملحقات أوروبا.

## دول معترف بها
| البلد           | حامل الشعار                               | الشعار | كلمات مكتوبة                                                                                               | المقالة الرئيسية     |
| --------------- | ----------------------------------------- | ------ | --- | -------------------- |
| ألبانيا         | جورج كاستريوتي سكينديربو                  |        | لا يوجد | شعار ألبانيا         |
| أندورا          | غير محدد                                  |        | Virtus unita fortior (اللاتينية) ميزة الوحدة هي القوة                                                      | شعار أندورا          |
| أرمينيا         | غير محدد                                  |        | لا يوجد | شعار أرمينيا         |
| النمسا          | غير محدد                                  |        | لا يوجد | شعار النمسا          |
| أذربيجان        | غير محدد                                  |        | لا يوجد | شعار أذربيجان        |
| روسيا البيضاء   | مجلس الوزراء                              |        | Рзспубліка Беларусь (البيلاروسية) جمهورية روسيا البيضاء                                                    | شعار روسيا البيضاء   |
| بلجيكا          | الملك فيليب                               |        | L'union fait la force (الفرنسية) الاتحاد يصنع القوة                                                        | شعار بلجيكا          |
| بوسنة والهرسك   | غير محدد                                  |        | لا يوجد | شعار البوسنة والهرسك |
| بلغاريا         | غير محدد                                  |        | Съединението прави силата (البلغارية) الاتحاد قوة                                                          | شعار بلغاريا         |
| كرواتيا         | غير محدد                                  |        | لا يوجد | شعار كرواتيا         |
| جمهورية التشيك  | غير محدد                                  |        | لا يوجد | شعار التشيك          |
| الدانمارك       | الملك كانوت السادس (1194)                 |        | لا يوجد. كل ملك يختار شعاراً لا يلزم الملك التالي باستعماله.                                                | شعار الدانمارك       |
| إستونيا         | غير محدد                                  |        | لا يوجد | شعار إستونيا         |
| فنلندا          | غير محدد                                  |        | لا يوجد | شعار فنلندا          |
| فرنسا           | غير محدد                                  |        | RF (République Française) (الفرنسية) الجمهورية الفرنسية                                                    | شعار فرنسا           |
| جورجيا          | غير محدد                                  |        | ძალა ერთობაშია (الجورجية) القوة في الاتحاد                                                                 | شعار جورجيا          |
| ألمانيا         | غير محدد                                  |        | لا يوجد | شعار ألمانيا         |
| اليونان         | غير محدد                                  |        | لا يوجد | شعار اليونان         |
| المجر           | غير محدد                                  |        | لا يوجد | شعار المجر           |
| أيسلندا         | غير محدد                                  |        | لا يوجد | شعار أيسلندا         |
| إيرلندا         | رئيسة إيرلندا الحالية ماري ماكأليسي       |        | لا يوجد | شعار إيرلندا         |
| إيطاليا         | غير محدد                                  |        | Repubblica Italiana (الإيطالية) الجمهورية الإيطالية                                                        | شعار إيطاليا         |
| كوسوفو          | غير محدد                                  |        | Republic of Kosovo جمهورية كوسوفو                                                                          | شعار كوسوفو          |
| لاتفيا          | رئيس لاتفيا الحالي فالديز زاتليرس         |        | لا يوجد | شعار لاتفيا          |
| ليختنشتاين      | أمير ليختنشتاين                           |        | لا يوجد | شعار ليختنشتاين      |
| ليتوانيا        | غير محدد                                  |        | لا يوجد | شعار لتوانيا         |
| لوكسمبورغ       | هنري الدوق الكبير للوكسمبورغ              |        | لا يوجد | شعار اللوكسمبورغ     |
| جمهورية مقدونيا | غير محدد                                  |        | لا يوجد | شعار مقدونيا         |
| مالطا           | غير محدد                                  |        | Repubblika ta' Malta (المالطية) جمهورية مالطا                                                              | شعار مالطا           |
| مولدوفا         | غير محدد                                  |        | لا يوجد | شعار مولدوفا         |
| موناكو          | ألبير الثاني أمير موناكو                  |        | Deo Juvante (اللاتينية) بعون الله                                                                          | شعار موناكو          |
| الجبل الأسود    | غير محدد                                  |        | لا يوجد | شعار الجبل الأسود    |
| هولندا          | بياتريس                                   |        | Je Maintiendrai (الفرنسية) سأحافظ                                                                          | شعار هولندا          |
| النرويج         | غير محدد فلكل ملك حرية اختيار شعاره الخاص |        | لا يوجد | شعار النرويج         |
| بولندا          | غير محدد                                  |        | لا يوجد | شعار بولندا          |
| البرتغال        | غير محدد                                  |        | لا يوجد | شعار البرتغال        |
| رومانيا         | غير محدد                                  |        | لا يوجد | شعار رومانيا         |
| روسيا           | الرئيس الحالي فلاديمير بوتين              |        | لا يوجد | شعار روسيا           |
| سان مارينو      | غير محدد                                  |        | Libertas (اللاتينية) الحرية                                                                                | شعار سان مارينو      |
| صربيا           | غير محدد                                  |        | لا يوجد | شعار صربيا           |
| سلوفاكيا        | غير محدد                                  |        | لا يوجد | شعار سلوفاكيا        |
| سلوفينيا        | غير محدد                                  |        | لا يوجد | شعار سلوفينيا        |
| إسبانيا         | غير محدد فلكل ملك حرية اختيار شعاره الخاص |        | Plus Ultra (اللاتينية) إلى الأبعد                                                                          | شعار إسبانيا         |
| السويد          | الملك كارل السادس عشر غوستاف              |        | لا يوجد | شعار السويد          |
| سويسرا          | غير محدد                                  |        | لا يوجد | شعار سويسرا          |
| تركيا           | رجب طيب أردوغان                           |        | لا يوجد | شعار تركيا           |
| أوكرانيا        | غير محدد                                  |        | لا يوجد | شعار أوكرانيا        |
| المملكة المتحدة | الملكة إليزابيث الثانية                   |        | Dieu et mon droit (الفرنسية) الله وحقي Honi soit qui mal y pense (الفرنسية القديمة) العار على من يسيء الظن | شعار المملكة المتحدة |
| الفاتيكان       | البابا فرنسيس                             |        | لا يوجد | شعار الفاتيكان       |

## كيانات أخرى ذات سيادة
| الكيان      | الشعار | نص      | المقالة الرئيسية |
| ----------- | ------ | ------- | ---------------- |
| فرسان مالطة |        | لا يوجد | شعار فرسان مالطة |

## دول متنازع عليها أو غير معترف بها
| البلد                   | الشعار | نص | المقالة الرئيسية             |
| ----------------------- | ------ | --- | ---------------------------- |
| أبخازيا                 |        | لا يوجد | شعار أبخازيا                 |
| كوسوفو                  |        | لا يوجد | شعار كوسوفو                  |
| جمهورية مرتفعات قرة باغ |        | Լեռնային Ղարաբաղի Հանրապետություն Արցախ (أرمنية) جمهورية مرتفعات قرة باغ أرتساخ                                                                    | شعار جمهورية مرتفعات قرة باغ |
| قبرص الشمالية           |        | 1983 | شعار قبرص الشمالية           |
| أوسيتيا الجنوبية        |        | (بالأوسيتية: Республикӕ Хуссар Ирыстон). (الروسية: Республика Южная Осетия). وتترجم: "جمهورية أوسيتيا الجنوبية"                                    | شعار أوسيتيا الجنوبية        |
| ترانسنيستريا            |        | بالمولدوفية: Република Молдовеняскэ Нистрянэ (الروسية: Приднестровская Молдавская Республика) (بالأوكرانية: Придністровська Молдавська Республіка) | شعار ترانسنيستريا            |

## الملحقات
| الملحق                      | الشعار | النص                                                                      | المقالة الرئيسية |
| --------------------------- | ------ | ------------------------------------------------------------------------- | ---------------- |
| أولاند (فنلندا)             |        | لا يوجد                                                                   | شعار أولاند      |
| جزر فارو (الدنمارك)         |        | لا يوجد                                                                   | شعار جزر فارو    |
| جبل طارق (المملكة المتحدة)  |        | Montis Insignia Calpe                                                     | شعار جبل طارق    |
| غيرنزي (المملكة المتحدة)    |        | لا يوجد                                                                   | شعار غيرنزي      |
| جزيرة مان (المملكة المتحدة) |        | Quocunque jeceris stabit (لاتينية) Whichever way you throw, it will stand | شعار جزيرة مان   |
| جيرزي (المملكة المتحدة)     |        | لا يوجد                                                                   | شعار جيرزي       |